# Бэрнуциу, Симеон
Симеон Бэрнуциу (рум. Simion Bărnuţiu; 21 июля 1808, Бокша, — 28 мая 1864, Синмихаю-Алмашулуй) — румынский политик, историк и философ.
В румынском национальном движении Симеон Бэрнуциу играет роль столь же важную, как Джузеппе Мадзини для итальянцев, Франтишек Палацкий для чехов, Миклош Вешшеленьи для венгров.